# Po moim trupie (album)
Po moim trupie – album studyjny polskiego piosenkarza Kazika Staszewskiego i polskiego zespołu muzycznego Kwartet ProForma. Wydawnictwo ukazało się 27 września 2024 nakładem wytwórni muzycznej S.P. Records w dystrybucji e-Muzyka.
Album jest utrzymany w stylu muzyki rock. Składa się z wersji standardowej (1 CD).
Płyta dotarła do 1. miejsca polskiej listy sprzedaży – OLiS.
Promocję Po moim trupie rozpoczęto w czerwcu 2024, wraz z premierą pierwszego promującego singla – „Rudy 102”. 2 lipca 2024 wydany został drugi utwór, „23 minuty”.

## Lista utworów
Opracowano na podstawie materiału źródłowego.
| Po moim trupie – Wersja standardowa | Po moim trupie – Wersja standardowa | Po moim trupie – Wersja standardowa | Po moim trupie – Wersja standardowa                                                                          | Po moim trupie – Wersja standardowa |
| Nr                                  | Tytuł utworu                        | Słowa                               | Muzyka | Długość                             |
| ----------------------------------- | ----------------------------------- | ----------------------------------- | --- | ----------------------------------- |
| 1.                                  | „23 minuty”                         | Kazimierz Staszewski                | Kazimierz Staszewski, Wojciech Strzelecki, Przemysław Lembicz, Piotr Lembicz, Marek Wawrzyniak               | 3:05                                |
| 2.                                  | „Rudy 102”                          | Kazimierz Staszewski                | Kazimierz Staszewski, Wojciech Strzelecki, Przemysław Lembicz, Piotr Lembicz, Marek Wawrzyniak, Marcin Żmuda | 4:43                                |
| 3.                                  | „Wudensje”                          | Kazimierz Staszewski                | Kazimierz Staszewski, Wojciech Strzelecki, Przemysław Lembicz, Piotr Lembicz, Marek Wawrzyniak, Marcin Żmuda | 3:23                                |
| 4.                                  | „Uciekam z Polski”                  | Kazimierz Staszewski                | Kazimierz Staszewski, Wojciech Strzelecki, Przemysław Lembicz, Piotr Lembicz, Marek Wawrzyniak, Marcin Żmuda | 5:13                                |
| 5.                                  | „Smrut”                             | Kazimierz Staszewski                | Kazimierz Staszewski, Wojciech Strzelecki, Przemysław Lembicz, Piotr Lembicz, Marek Wawrzyniak, Marcin Żmuda | 3:27                                |
| 6.                                  | „Dym”                               | Kazimierz Staszewski                | Kazimierz Staszewski, Wojciech Strzelecki, Andrzej Wandtke                                                   | 3:09                                |
| 7.                                  | „Toruń”                             | Kazimierz Staszewski                | Kazimierz Staszewski, Wojciech Strzelecki, Przemysław Lembicz, Piotr Lembicz, Marek Wawrzyniak, Marcin Żmuda | 4:53                                |
| 8.                                  | „Autoportret”                       | Kazimierz Staszewski                | Kazimierz Staszewski, Wojciech Strzelecki, Przemysław Lembicz, Piotr Lembicz, Marek Wawrzyniak, Marcin Żmuda | 4:02                                |
| 9.                                  | „Łącznik z Lanzarote”               | Kazimierz Staszewski                | Kazimierz Staszewski, Wojciech Strzelecki, Przemysław Lembicz, Piotr Lembicz, Marek Wawrzyniak, Marcin Żmuda | 4:32                                |
| 10.                                 | „Powiedz, co myślisz”               | Kazimierz Staszewski                | Kazimierz Staszewski, Wojciech Strzelecki, Przemysław Lembicz, Piotr Lembicz, Marek Wawrzyniak, Marcin Żmuda | 4:20                                |
| 11.                                 | „Rodzina”                           | Kazimierz Staszewski                | Kazimierz Staszewski, Wojciech Strzelecki                                                                    | 4:13                                |
| 12.                                 | „Co najlepszego zrobiłaś”           | Kazimierz Staszewski                | Kazimierz Staszewski, Wojciech Strzelecki, Przemysław Lembicz, Piotr Lembicz, Marek Wawrzyniak, Marcin Żmuda | 4:48                                |
| 13.                                 | „Koniec radości”                    | Kazimierz Staszewski                | Kazimierz Staszewski, Wojciech Strzelecki                                                                    | 4:38                                |
|                                     |                                     |                                     | | 54:26                               |

## Pozycje na listach sprzedaży

### Pozycje na listach tygodniowych
| Kraj   | Lista (2024)            | Najwyższa pozycja |
| ------ | ----------------------- | ----------------- |
| Polska | OLiS – albumy           | 1                 |
| Polska | OLiS – albumy fizycznie | 1                 |
| Polska | OLiS – albumy – winyle  | 1                 |